# Матвеевка (Пензенская область)
Матвеевка — упразднённое село в Пензенском районе Пензенской области России. На момент упразднения входило в состав Керенского сельсовета. Исключено из учётных данных в 2004 году.

## География
Урочище находится в центральной части Пензенской области, в пределах Приволжской возвышенности, в лесостепной зоне, преимущественно на левом берегу реки Пензы, на расстоянии примерно 52 километров (по прямой) к северо-западу от села Кондоль, административного центра района. Абсолютная высота — 198 метров над уровнем моря.

## История
Основано около 1700 года Матвеем Дубасовым. В 1785 году вместе с соседним селом Загоскино принадлежало прапорщику А. А. Бахметеву. В 1801—1804 годах на средства Бахметева была возведена каменная церковь, освящённая во имя Тихвинской иконы Божией Матери (закрыта после 1924 года, возвращена верующим в 1997 году).
По состоянию на 1911 год в Матвеевке, входившей в состав Чернцовской волости Пензенского уезда, имелись: две крестьянских общины, 131 двор, имение Цитович, земская школа, церковь, водяная мельница, три шерсточесалки, две кузницы и лавка. Население села того периода составляло 701 человек.
По данным на 1955 год входила в состав Ермоловского сельсовета. Действовало отделение совхоза «Прогресс».